# 多聞寺 (墨田区)
多聞寺（たもんじ）は、東京都墨田区にある真言宗智山派の寺院。

## 概要
天徳年間（957年～961年）に創建された。元々は現在の隅田川神社付近にあり、「大鏡山明王院隅田寺」と称し、本尊は不動明王であった。
天正年間（1573年～1593年）に、当時の住職だった鑁海によって現在地に移され、「隅田山吉祥院多聞寺」に改称、本尊も毘沙門天に変更した。建立は慶長11年（1606年）。その後、文化年間（1804〜1818年）に隅田川七福神のひとつに組み込まれた。
関東大震災・東京大空襲の災害を免れたため、本来の姿をとどめる墨田区で数少ない寺院となっている。特に木造茅葺切妻造四脚門の様式をとる山門は享保3年（1718年）の焼失後に再建されたもので、墨田区に残る最古の建造物と考えられている。また、山門左側にある「毘沙門天」の案内碑は当時向島に在住していた榎本武揚の筆によるもの。

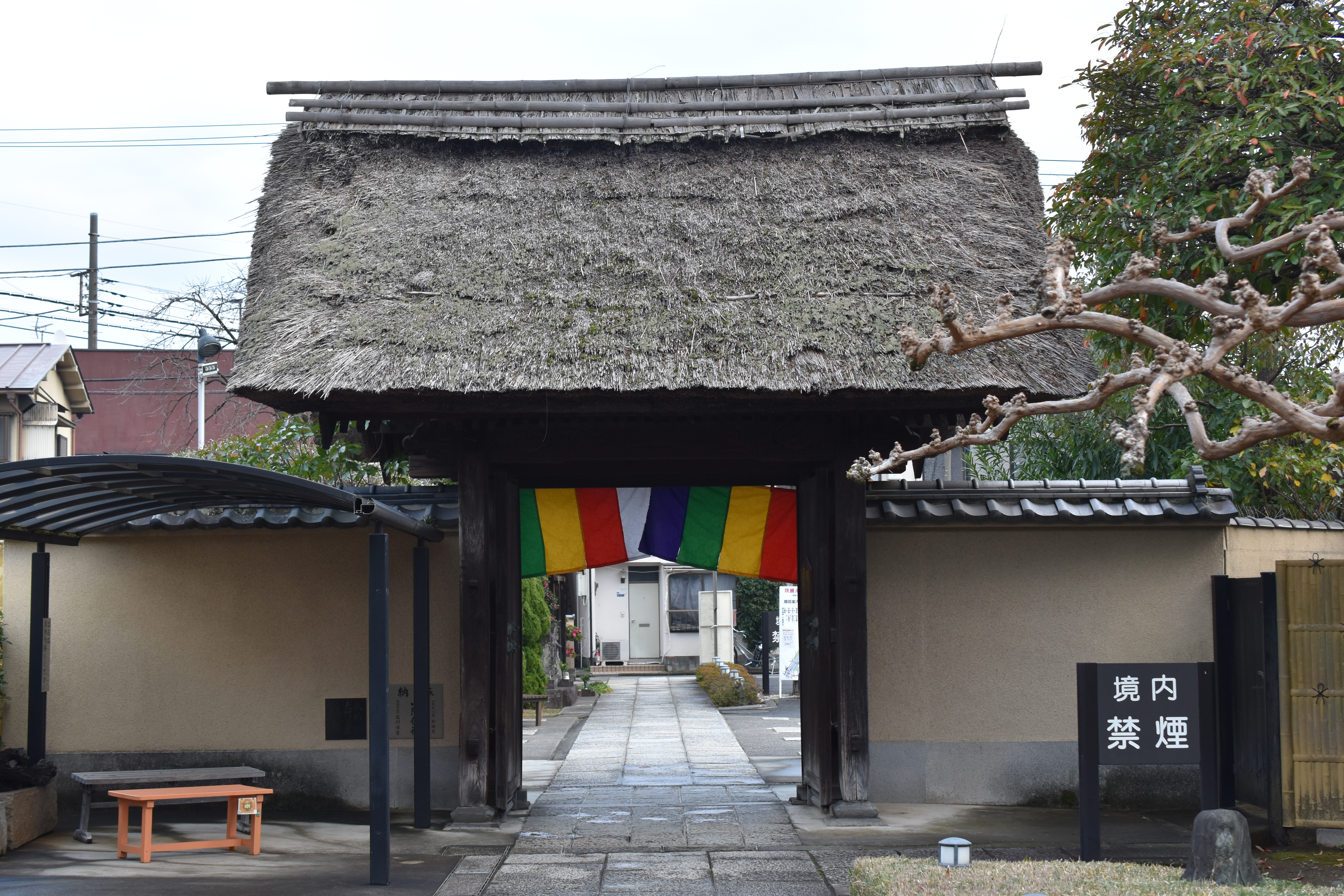
山門

境内には、悪さをした化け狸を葬った「狸塚」があり、別名「たぬき寺」と呼ばれている。境内の解説によれば、江戸時代以前、現在多聞寺のある辺りは草木の生い茂る河原で、毒蛇や「牛松」という大木の根元の穴に住み着いた妖怪狸など多数の妖怪がいる恐ろしい場所だった。そこで、鑁海和尚はその穴を塞ぎ、寺院を建立して妖怪を追い払うことにしたが、化け狸の悪戯は酷くなるばかりだった。ある晩、和尚の夢に大入道が現れ、手を引くよう脅した。そこで和尚が一心に本尊を拝むと、毘沙門天の使いが妖怪狸の前に現れ、説得を試みた。次の朝、二匹の狸が門前で死んでいるのを見つけた和尚と村人は彼らを哀れみ、牛松や狸の供養のために塚を築いたという。

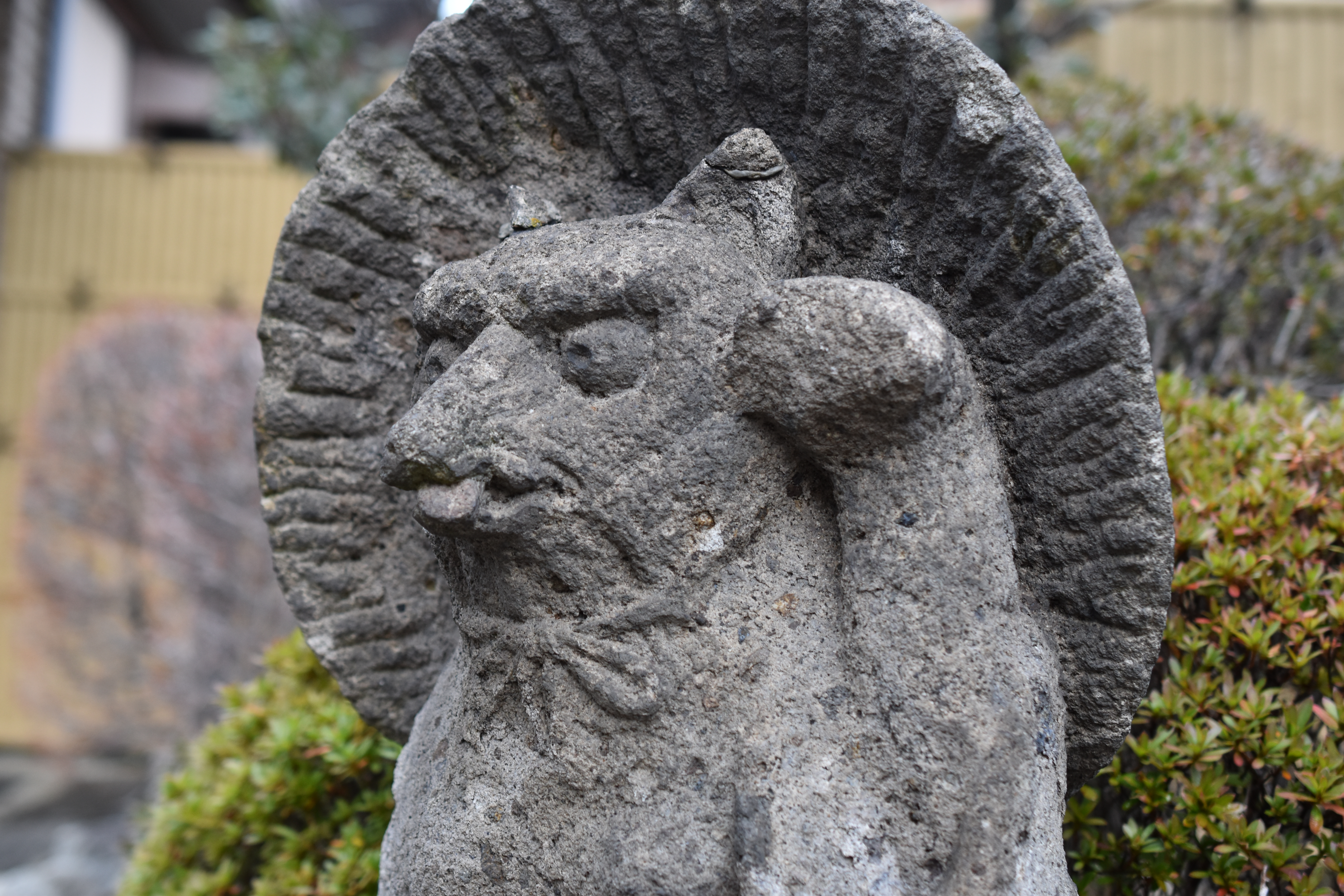
狸像

他には東京大空襲で被災した浅草国際劇場の鉄骨や1991年に西日暮里で発見された戦災樹木の屋外展示がある。

## 墓所
- 映画人の墓 - 共同映画が中心となって建立した映画関係者の合葬墓[6]

## 交通アクセス
- 東武伊勢崎線鐘ヶ淵駅より徒歩7分[1]。
- 堀切駅より徒歩10分[5]。